# برادلي سنايدر
برادلي سنايدر هو منافس ألعاب قوى كندي، ولد في 8 يناير 1976 في وندسور في كندا.

## وصلات خارجية
- برادلي سنايدر على موقع الاتحاد الدولي لألعاب القوى (الإنجليزية)
- برادلي سنايدر على موقع اللجنة الأولمبية الدولية (الإنجليزية)
- برادلي سنايدر على موقع أوليمبيديا (الإنجليزية)
- برادلي سنايدر على موقع اللجنة الأولمبية الكندية (الإنجليزية)